# لاکهید ساترن
لاکهید ساترن (به انگلیسی: Lockheed Saturn) یک هواگرد ساختِ کارخانهٔ لاکهید کورپوریشن در کشور ایالات متحده آمریکا است . این هواگرد برای نخستین بار در ۱۷ ژوئن ۱۹۴۶ میلادی مورد استفاده قرار گرفت.